# NGC 57
NGC 57 ist eine elliptische Galaxie vom Hubble-Typ E1 im Sternbild Fische auf der Ekliptik. Sie ist etwa 246 Millionen Lichtjahre von der Milchstraße entfernt und hat einen Durchmesser von schätzungsweise 160.000 Lichtjahren.
Im selben Himmelsareal befindet sich u. a. die Galaxie IC 4.
Die Typ-Ia-Supernovae SN 2010dq und SN 2011fp wurden hier beobachtet.
Das Objekt wurde am 8. Oktober 1784 von dem deutsch-britischen Astronomen Wilhelm Herschel entdeckt.